# Francine Nebot
Francine Nebot, coniugata Créhange (... – 29 dicembre 1962), è stata una cestista e pallavolista francese.
È morta nel 1962 in un incidente aereo sul Monte Renoso, in Corsica.

## Carriera
Con la Francia ha disputato due edizioni dei Campionati europei (1952, 1954).